# سینت کیلدا، ویکتوریا
سینت کیلدا (به انگلیسی: St Kilda) یک منطقهٔ مسکونی در استرالیا است که در ملبورن واقع شده‌است.

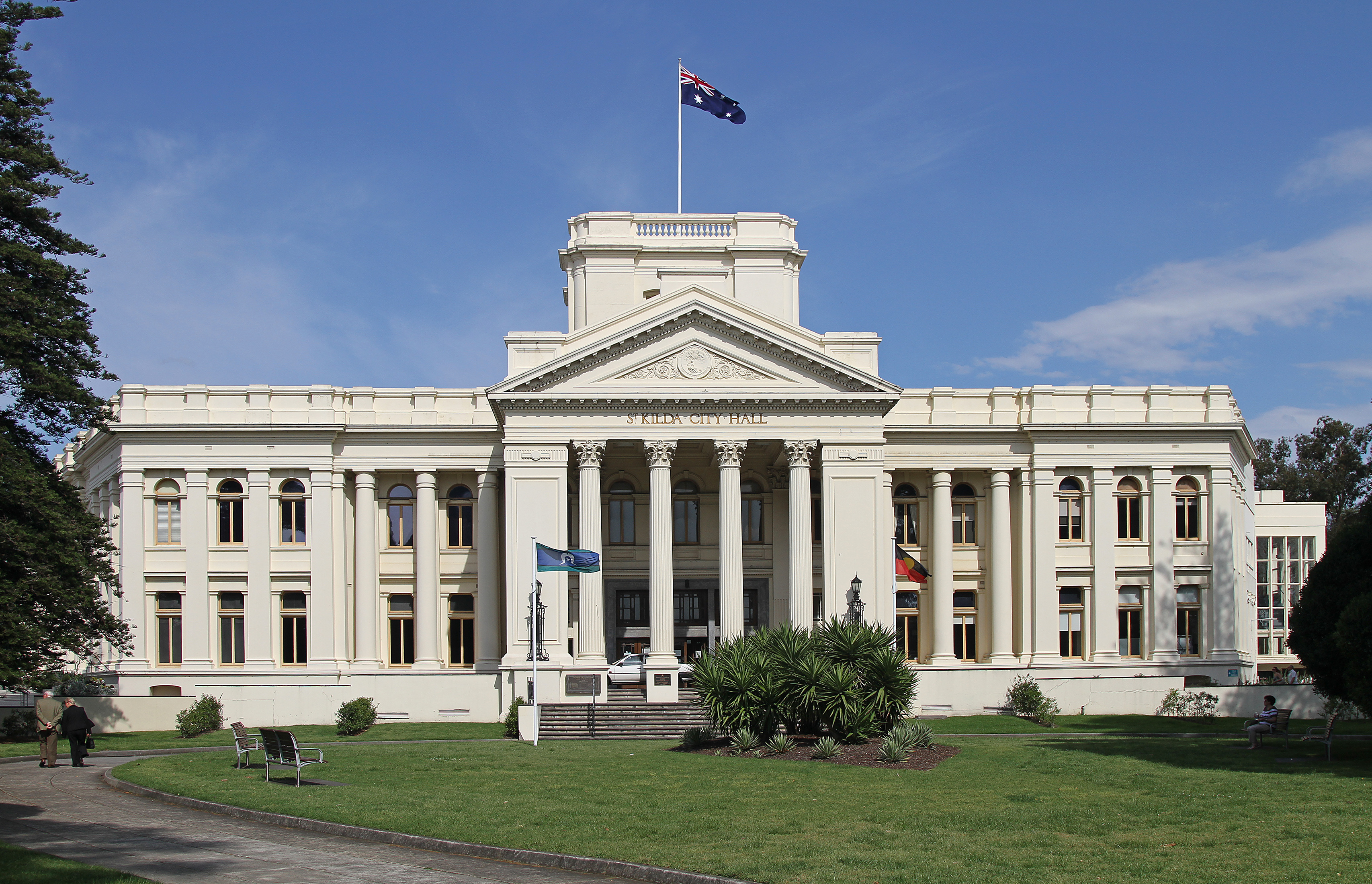
تالار شهر سینت کیلدا یک تالار شهر بزرگ و به سبک کلاسیک است که در گوشه خیابان برایتون و خیابان کارلایل در سینت کیلدا، ویکتوریا، استرالیا واقع شده است. مرحله اول که هرگز تکمیل نشد، به عنوان دفاتر شهرداری و سالن عمومی برای شهر سابق سنت کیلدا در سال ۱۸۹۰ ساخته شد. بسیاری از اضافات، تغییرات داخلی و تغییرات ظاهری در اوایل و اواسط قرن ۲۰ ایجاد شد. قلب شهری و اجتماعی سنت کیلدا در آتش‌سوزی ویرانگر در سال ۱۹۹۱ به‌طور جدی تحت تأثیر قرار گرفت و خود سالن هم آتش گرفت و پس از آن بازسازی شد و گسترش بیشتری یافت. پس از ادغام شورا در سال ۱۹۹۴ این شهر به پایگاه شهر بزرگتر پورت فیلیپ تبدیل شد و توسعه و نوسازی بیشتر صورت گرفت. سالن درون برای رویدادهای اجتماعی، جلسات و اجراهای متعدد محبوب است، نقشی که این سالن برای بیش از ۱۲۰ سال ایفا کرده است.